# THE BEST 〜INNOCENT DAYS〜
『THE BEST 〜INNOCENT DAYS〜』（ザ・ベスト イノセント・デイズ）は、HOUND DOGが1998年8月21日にリリースした7枚目のベスト・アルバム。

## 解説
HOUND DOGが1980年から1986年まで所属したレーベル、CBS・ソニーの音源で構成されたベスト・アルバム。

## 収録曲
1. Rock'n Roll Lariat
編曲：HOUND DOG
No More Rock'n Roll
作詞：大友康平 作曲：蓑輪単志
Bye Bye Dancin' Blue Suede Shoes
作詞・作曲：蓑輪単志
P.S I Love You
作詞・作曲：八島順一
Sake To Me
作詞・作曲：高橋良秀・藤村一清
Funny Face
作詞：大友康平、作曲：蓑輪単志
浮気な、パレット・キャット
作詞・作曲：NOBODY
Shakin Dynamite
作詞：大友康平 作曲：蓑輪単志
No More Rock'n Roll
作詞：大友康平 作曲：蓑輪単志
  - 12インチ・シングル「Knock Me Tonight / Bad Boy Blues」のB面。
2. STILL!
  - 作詞：八島順一・水谷啓二　作曲：八島順一　編曲：HOUND DOG
  - 7枚目のシングル。
3. Hey Brother
  - 作詞：大友康平　作曲：八島順一　編曲：HOUND DOG
  - アルバム『DREAMER』収録曲。
4. グッバイ・ドリーマー
  - 作詞・作曲：藤村一清　編曲：HOUND DOG
  - 9枚目のシングル。
5. Please Please Please
  - 作詞・編曲：HOUND DOG　作曲：八島順一
  - 8枚目のシングル。
6. 嵐の金曜日
  - 作詞・作曲：八島順一　編曲：HOUND DOG
  - デビューシングル。
7. おちょくられた夜
  - 作詞・作曲：藤村一清　編曲：後藤次利・HOUND DOG
  - 3枚目のシングル。
8. R★O★C★K★S
  - 作詞：松尾由紀夫　作曲・編曲：蓑輪単志
  - 11枚目のシングル。
9. DIAMOND EYES
  - 作詞：松尾由紀夫　作曲・編曲：蓑輪単志
  - 12枚目のシングル。
10. 涙のBirthday
  - 作詞・作曲：八島順一　編曲：後藤次利
  - 6枚目のシングル。
11. ff (フォルティシモ)
  - 作詞：松尾由紀夫　作曲・編曲：蓑輪単志
  - 10枚目のシングル。
12. "J"のバラード
  - 作詞・作曲：八島順一　編曲：HOUND DOG
  - アルバム『BRASH BOY』収録曲。
13. FENを聞きながら
  - 作詞・作曲：藤村一清　編曲：HOUND DOG
  - シングル『STILL!』のB面。
14. アフター・コンサート
  - 作詞：藤村一清　作曲：八島順一　編曲：後藤次利
  - アルバム『STAND PLAY』収録曲。
15. Last Night Last Time / Live Version
  - 作詞・作曲：八島順一